# Саенко, Дмитрий Иванович
Дмитрий Иванович Саенко (3 июня 1922, Илек-Кошары, Курская губерния — 6 августа 2000, Донец, Харьковская область) — украинский советский деятель, новатор производства, буровой мастер Шебелинской конторы бурения Харьковской области. Депутат Верховного Совета УССР 5-6-го созывов. Герой Социалистического Труда (19.03.1959).

## Биография
Родился в крестьянской семье. Трудовую деятельность начал в 1937 году в колхозе «Знамя труда». В 1939 году работал на строительстве вторых железнодорожных путей станции Основа-Льгов.
С ноября 1939 года — подсобный рабочий, газорезчик, слесарь строительной конторы № 2 треста «Азнефтемонтажстрой» города Баку Азербайджанской ССР.
С 1942 по ноябрь 1946 года — в Красной армии, участник Великой Отечественной войны. Служил на Закавказском фронте.
С ноября 1946 года — верховой, помощник бурильщика, бурильщик конторы бурения треста «Азизбековнефть» Азербайджанской ССР. Затем был направлен в Монгольскую Народную Республику (МНР), где три года, до 1951, работал бурильщиком.
В 1951—1952 годах — бурильщик Шебелинской конторы бурения села Шебелинки Балаклейского района Харьковской области.
С 1952 года — буровой мастер Шебелинской конторы бурения Балаклейского района Харьковской области. Используя передовые методы труда, ежегодно увеличивал добычу газа. Был инициатором турбинного способа бурения. Возглавлял на Шебелинке социалистическое соревнование за наибольшую проходку в год и высокие скорости безаварийного бурения. Бригаде Дмитрия Саенко в 1958 году принадлежал рекорд скорости проходки — 1623 метра за станкомесяц. В 1959 году бригаде Саенко было присвоено звание бригады коммунистического труда.
Член КПСС с 1958 года.
В 1964 году окончил Дрогобычский нефтяной техникум Львовской области.
Потом — на пенсии в пгт. Красный Донец (Донец) Балаклейского района Харьковской области.

## Награды
- Герой Социалистического Труда (19.03.1959)
- орден Ленина (19.03.1959)
- орден Октябрьской Революции (30.03.1971)
- медали
- заслуженный работник промышленности Украинской ССР